# 第1海兵実用試験飛行隊
第1海兵実用試験飛行隊（VMX-1）は、多様な機種を保有するアメリカ海兵隊の実用試験飛行隊である。アリゾナ州ユマ海兵隊航空基地に駐屯している。2003年8月にVMX-22として創立され、2016年5月にVMX-1と改称された。試験中のプログラムに応じて、実用試験実施機関司令官（COMOPTEVFOR）または海兵隊実用試験活動（MCOTEA）部長の指揮下で実用試験を行う。

## 任務
独立した試験機関であるVMX-1は、航空副司令官の管理を受けるとともに、COMOPTEVFORまたはMCOTEAの指揮を受け、次の事項を行う。
- 将来の要求性能の決定
- 戦術的指針の考案
- 戦術、技術および手続きに関する研究
- ティルトローターの装備化およびその運用構想検討の支援
- ティルトローター艦隊即応飛行隊に関する訓練計画の作成支援

## 歴史
MV-22オスプレイの飛行試験は、2000年に発生した2件の事故の影響を受けて遅延していたが、これらの事故により明らかになった器材上の問題に対処するため、2002年5月に再開された。現在実施中の試験には、極めて厳格に統制された試験手順が含まれており、この航空機の改修および点検のすべてについて、その有効性が確認されている。統合試験チームは、パタクセント・リバー海軍航空基地、エドワード空軍基地、VMX-22、およびテキサス州アマリロのベル・ヘリコプター工場において、4,600時間以上のMV-22の飛行を行った。
V-22は、固定翼機でも回転翼機でもないことから、ティルトローターという独特な名称で呼ばれる。その航空力学、複合材料構造物、整備構想および展開構想は先天的に独特なものであるため、この飛行隊は、ティルトローターの実用試験のみに特化されたものとなっている。
2014年7月11日、VMX-22の海兵隊員は、ミシシッピ州から母港であるカリフォルニア州サンディエゴまで初度航海中のUSSアメリカに乗艦した。
2015年MV-22部隊の司令部は、ニュー・リバー海兵隊航空基地からユマ海兵隊航空基地に移転した。
2015年8月、軽攻撃（UH-1Y、AH-1WおよびAH-1Z）部隊および航空指揮統制部隊が、それぞれチャイナ・レイク海軍兵器廠およびカリフォルニア州ペンドルトン駐屯地からユマ海兵隊航空基地へと移転した。 
2016年5月13日、VMX-22は、VMX-1と改称された。 

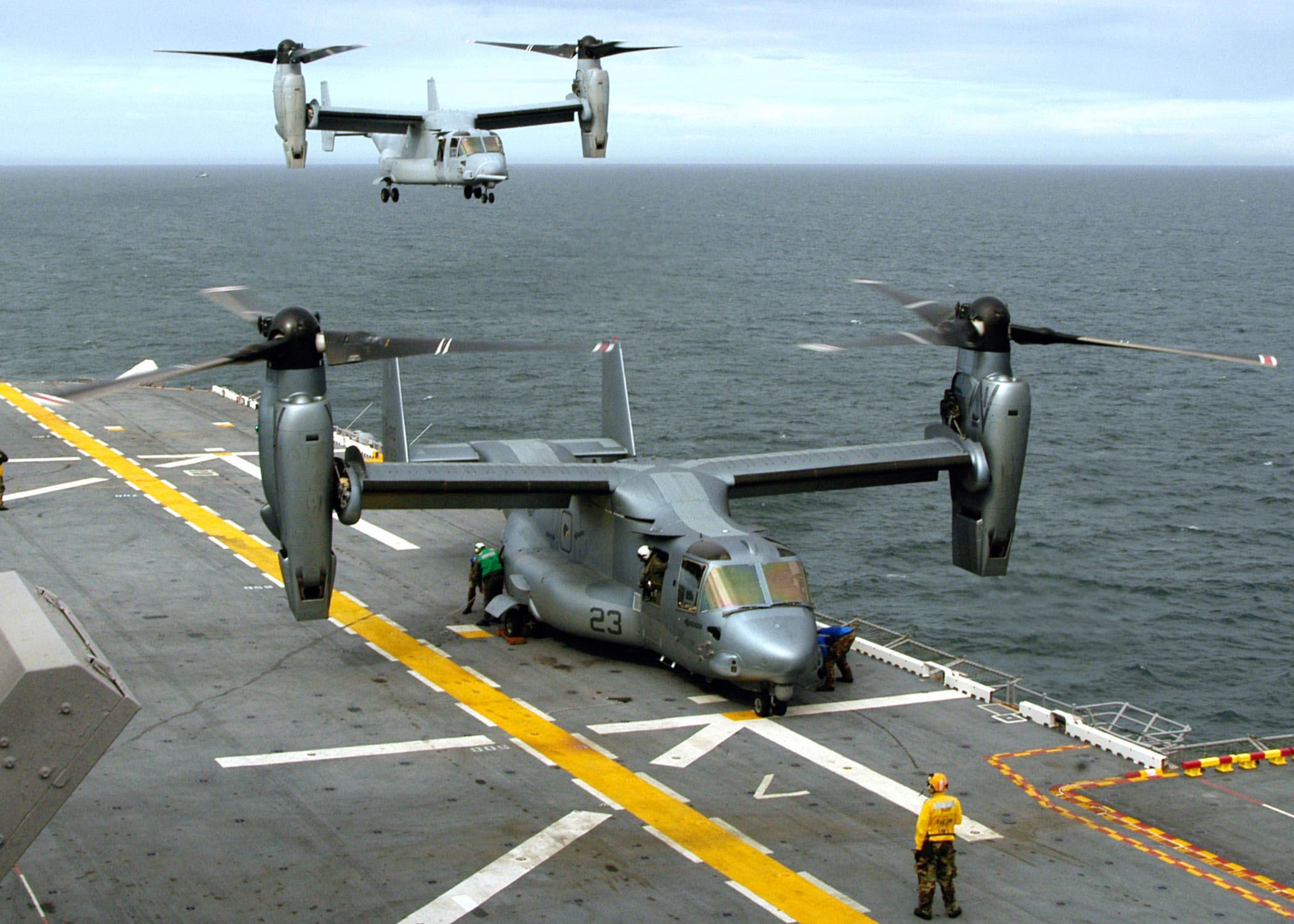
USSワスプに着艦するVMX-22所属のMV-22B （2005年11月）
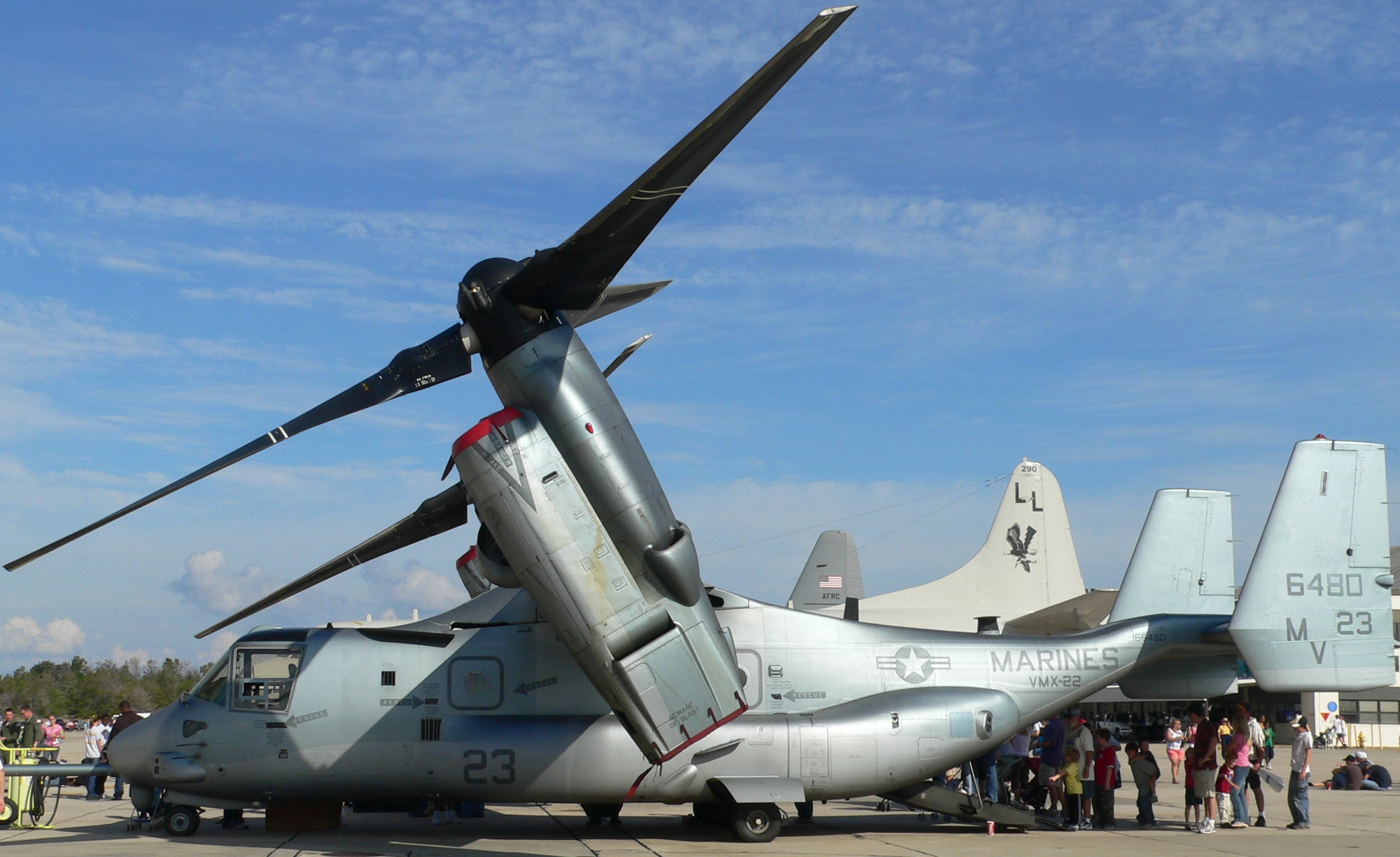
ペンサコーラ海軍航空基地におけるVMX-22所属のMV-22B （2006年11月）

## 参照
- List of United States Marine Corps aircraft squadrons
- United States Marine Corps Aviation